# Bobby Farrell
Roberto „Bobby“ Alfonso Farrell (n. 6 octombrie 1949, San Nicolaas⁠(d), Aruba – d. 30 decembrie 2010, Sankt Petersburg, Rusia) a fost un dansator și cântăreț neerlandez de muzică pop-disco, cunoscut ca membru și coregraf al formației muzicale de succes din anii 1970, Boney M. Farrell și-a părăsit orașul natal, Aruba, la 15 ani, pentru a deveni marinar. A locuit în Norvegia și Țările de Jos înainte de a se muta în Germania. Acolo a lucrat drept DJ, până când producătorul Frank Farian l-a inclus in trupa Boney M. În coregrafia sa ca dansator, prezintă pe scenă și pe micul ecran numere extravagante. Din 1992 se va prezenta cu formația sa proprie Boney M, încercând să îi facă concurență lui Farian. Începând din anul 1979, începe să înregistreze un album vinil intitulat ,,Crazy Bobby" (tradus în limba română ,,Bobby nebunul'') cu un alt producător și cu Morgan Perrineau, un membru din trupa Eruption, albumul ar fi urmat sa fie lansat in anul 1982, Bobby Farrell a fost in anul 1983 în Polonia pentru a-și promova albumul dar din pacate nu a mai fost lansat. Între anii 1981-1994, după ce a fost dat afară de Frank Farian, Farell a fost căsătorit cu un fotomodel iugoslav și a locuit în ultimii săi ani în Amstelveen. În dimineața zilei de 30 decembrie 2010, este găsit mort într-un hotel din Sankt Petersburg, Rusia, cu o seară înainte participase la un spectacol. Medicii au stabilit diagnosticul de insuficiență cardiacă.
A fost cunoscut drept omul care a revoluționat coregrafia din lumea disco, executând dansuri formate din diferite combinații, și din diferite genuri muzicale. Are 5 copii.